# زيتا (طولكرم)
قرية زِيتا هي بلدة فلسطينية تتبع محافظة طولكرم وتبعد عنها 10 كيلومترات، بمحاذاة خطوط الهدنة.

## موقعها
تقع على هضبة ترتفع عن سطح البحر 100 متر فقط، أنشئت البلدة بشكل شبه دائري. وتبلغ مساحتها المبنية 900 دونم يشرف عليه مجلس بلدي. يعود تاريخها إلى العصر الروماني وقد سميت هكذا نسبة إلى زوجة أحد القادة الرومان.

## عدد السكان

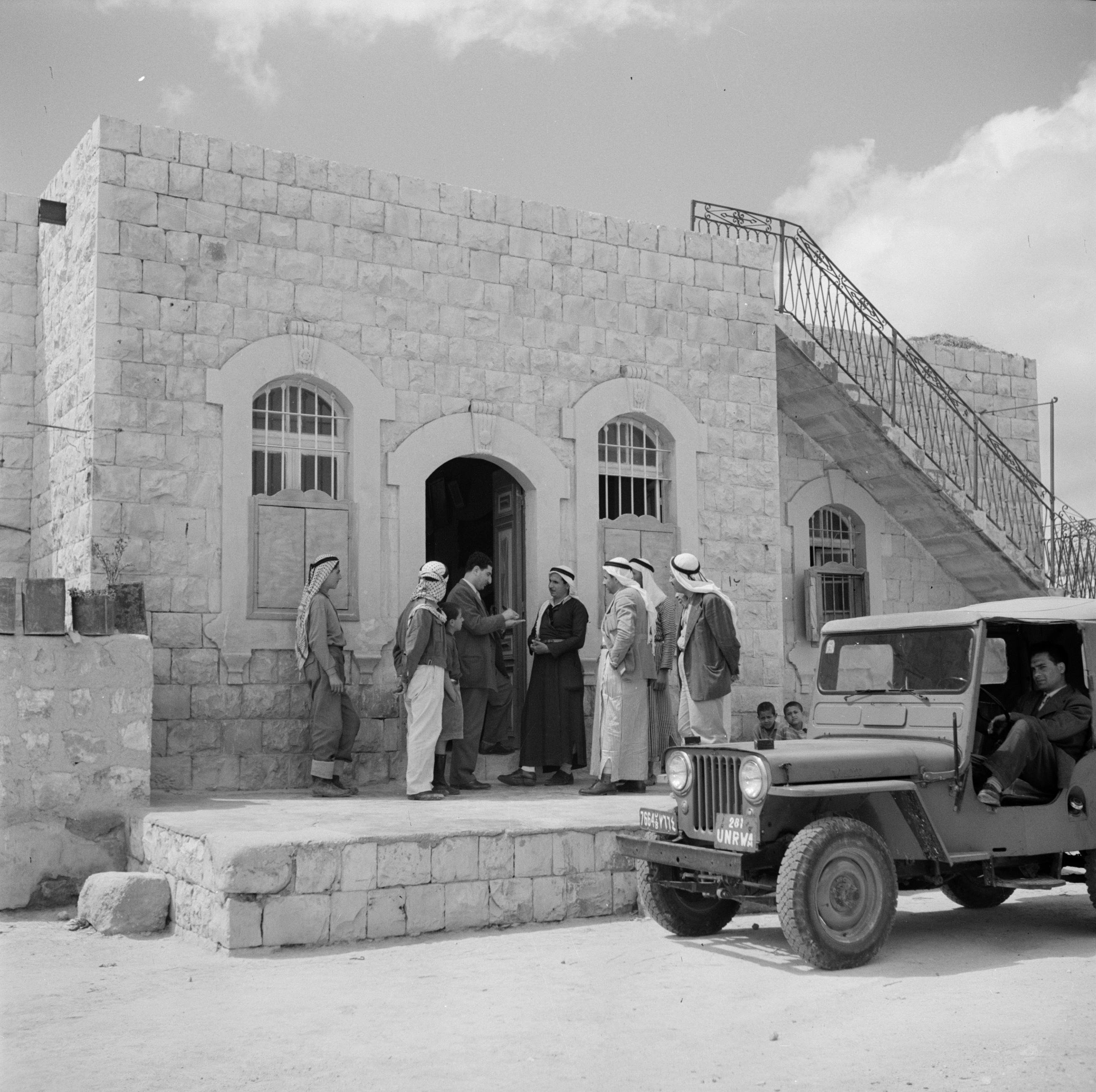
أحد البيوت القديمة في زيتا عام 1950

بلغ عدد سكانها
- عام 1922: 1087 نسمة
- عام 1945: 1780 نسمة
- عام 1967: 1100 نسمة
- عام 1987: 2200 نسمة
- عام 1996: 3774 نسمة

## منشآت
في البلدة مدارس لكافة المراحل الدراسية، وفيها عيادة صحية وشبكة مياه وشبكة مجاري وخزانين يزودان أهالي البلدة والبلدان المجاورة (خاصة علار وصيدا) بالماء، وشبكة كهرباء، ويوجد فيها لجنة زكاة تقوم على مساعدة الفقراء والأيتام وطلاب العلم، كذلك يوجد في البلدة ثلاثة مساجد (القديم، الدراويش والتوحيد).

## أعلام
- أسيل عنبتاوي، عالمة فضاء.
- عدنان عكاشة، صحافي.
- فالح حسين، كاتب وأكاديمي ومؤرخ.